# Günther Csar
Günther Csar (Zell am Ziller, 7 de marzo de 1963) es un deportista austríaco que compitió en esquí en la modalidad de combinada nórdica.
Participó en dos Juegos Olímpicos de Invierno, en los años 1988 y 1992, obteniendo una medalla de bronce en Calgary 1988, en la prueba por equipo (junto con Hansjörg Aschenwald y Klaus Sulzenbacher). Ganó una medalla de oro en el Campeonato Mundial de Esquí Nórdico de 1991, en la misma prueba.

## Palmarés internacional
| Juegos Olímpicos   | Juegos Olímpicos       | Juegos Olímpicos  | Juegos Olímpicos          |
| Año                | Lugar                  | Medalla           | Prueba                    |
| ------------------ | ---------------------- | ----------------- | ------------------------- |
| 1988               | Calgary (Canadá)       | Medalla de bronce | TN + 3 × 10 km por equipo |
| Campeonato Mundial |                        |                   |                           |
| Año                | Lugar                  | Medalla           | Prueba                    |
| 1991               | Val di Fiemme (Italia) | Medalla de oro    | TN + 3 × 10 km por equipo |